# Antonio Palomino
Acisclo Antonio Palomino de Castro y Velasco (Bujalance, Còrdova 1655 – Madrid 1726) fou un pintor andalús del segle xviii. Entre els seus treballs principals destaquen les pintures a la Basílica de la Mare de Déu dels Desemparats i a l'església de Sant Joan del Mercat, totes dues a la ciutat de València.
La intervenció en la cúpula de la basílica dels Desemparats de València ha servit per a recuperar tot el color dels frescos que va pintar aquest pintor cordovés en 1701, però també ha rehabilitat el nom d'aquest artista i tractadista, pintor de cambra de Carles II, la labor pictòrica del qual ha tardat segles a reconéixer-se, encara que hui és considerada fonamental en la producció mural del Barroc Espanyol.
Palomino, considerat en l'actualitat una de les figures més interessants del període de transició del segle xvii al xviii, va deixar una empremta notable a València més que en cap altra ciutat, que podia ser major si els 1.200 metres quadrats de volta pintats en l'església de Sant Joan del Mercat (serien el major fresc del món) hagueren sobreviscut als incendis que quasi van arrasar el temple durant la Guerra Civil. Només una xicoteta part d'aquella obra és hui visible i s'està treballant en la recuperació de l'obra.
El canonge i erudit Vicent Vitòria va proposar una remodelació iconogràfica de l'Església de Sant Joan del Mercat als germans Vicent i Eugeni Guilló. Aquest edifici fou precisament el motiu de la seua arribada a València el 1697. El clero de la parròquia li havia encarregat una nova decoració, perquè no estava satisfet amb els resultats inicials, de manera que va demanar l'ajuda del rei. Carles II va enviar el seu pintor, Palomino, qui va corroborar la impressió dels capellans, va veure el gran espai que es posava en les seues mans i va acceptar el repte. Es va eliminar el que hi havia i va pintar el presbiteri i totes les voltes de l'església en els últims anys del segle xvii. Palomino va desenvolupar un programa iconogràfic unitari que finalitzà el 1700 amb total satisfacció, creant un gust pel fresc decoratiu en la ciutat de València pel seu bon fer.
Acabat aquest treball, Palomino va dissenyar el programa pictòric de la cúpula de l'església de Sant Nicolau de València, però va deixar el treball manual a un dels seus col·laboradors, el valencià Dionís Vidal.
Després d'aquest treball li fou encarregada la pintura de la volta de la Basílica de la Mare de Déu dels Desemparats, també a completa satisfacció de les autoritats eclesiàstiques. En aquesta basílica, seguint la moda de finals del segle xvii, es pretenia reformar-ne l'aspecte interior. Calia convertir "el cofre tancat" que era llavors aquell temple el·líptic d'inspiració renaixentista en un "pati obert". Palomino fou l'encarregat de posar-li "cel" al temple, amb les seues pintures i amb els balcons i columnes que veiem hui en l'interior de la Basílica.
No es coneix amb certesa quant li costà d'acabar la cúpula, encara que no degué ser més d'un any per les exigències pròpies del treball al fresc: l'última capa de lluït s'ha d'aplicar la vespra de plasmar el dibuix, perquè el tremp ha de penetrar en la massa.
Això implicava també la necessitat de disposar d'un gran equip d'obrers i artistes auxiliars. Primer es va haver de construir la fina volta interior (de dues rajoles de grossor), que va ocultar la llanterna renaixentista. Després, va haver de preparar-se la capa de lluït, alhora que en el sòl els dissenys de Palomino es plasmaven sobre paper. Aquests fulls, que tenien uns xicotets forats en els traços del dibuix, se sobreposaven sobre el morter encara fresc i es realitzava l'estergit: es bufava la pols de sutja sobre el paper, de manera que quedaven uns punts negres sobre el mur. La mà de l'artista era la que després els unia per a perfilar el dibuix sobre el qual s'estenien els colors. Aquests es fabricaven de pigments naturals (el roig eixia d'uns insectes anomenats "cotxinilles") i cada mestre tenia la seua pròpia recepta.
Va escriure el llibre El museo pictórico y escala óptica (1715-1724), on relata fets autobiogràfics de sa vida a València i de pintors que hi va conèixer, com ara Vitòria, Conchillos i Dionis Vidal, amb qui va col·laborar en la volta del presbiteri de l'església del Sant Ángel de la Vall d'Uixó, ciutat en la qual Palomino va buscar descans a causa de la intensitat dels seus treballs i on el 1703, en gratitud als ducs de Sogorb, va deixar la seua última obra en terres valencianes, la mencionada del presbiteri de la parròquia del Sant Àngel.

## Galeria d'imatges

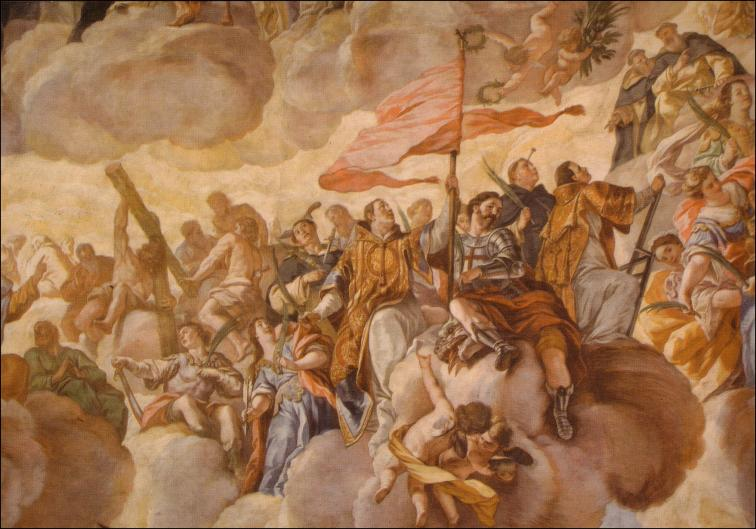
Fragment dels frescs de la cúpula dels Desemparats
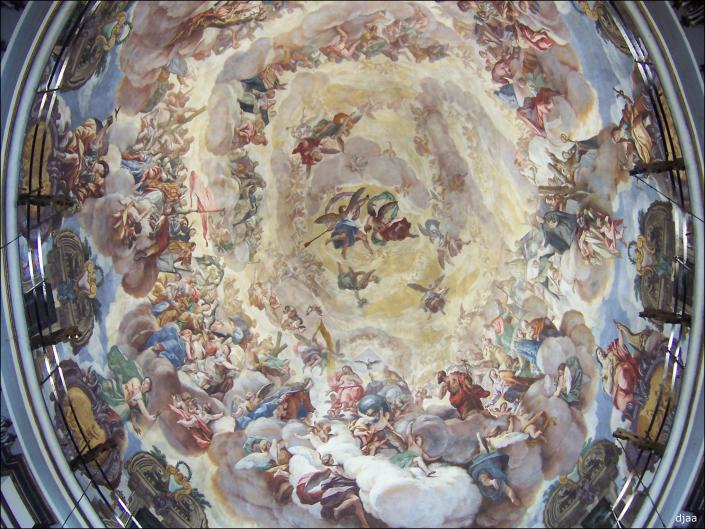
Cúpula de la basílica dels Desemparats